# عائشة الدباغ
عائشة الدباغ (1927 -) هي شاعرة ونائبة برلمانية سوريِّة، وتعد أول امرأة في الوطن العربي وسورية داخل مجلس الشعب، حملت معها في رحلتها ودراستها إلى بلاد تُنسي كثيراً من الناس عظمة تاريخهم وحضارتهم وعقيدتهم، ولكنها عادت وهي تحمل رسالة من الغرب وكندا وأمريكا، لتقول لبنات وأبناء هذه الأمة:
| عائشة الدباغ | تَمسَّكُوُا وَاعْتصمُوا بجذورِكُمْ وقيَمِكُمْ ولُغتِكُمْ وَأدَبِكُمْ. | عائشة الدباغ |

## حياتها
- من مواليد محافظة حلب عام: 1927م.[4][5]
- درست في حلب، وحصلت على بكالوريوس في التاريخ، وشهادة ماجستير في التاريخ من الجامعة الأمريكية في بيروت .[6]
- حصلت على منحة اليونسكو في دبلوم في التربية وعلم النفس (نورمال سرتيفيكيت) ، ودبلوم الدراسات القصيرة في التربية الأساسية .
- نالت أيضاً شهادة في الدراسات إسلامية في جامعة مكغيل كندا .

## مسيرته
- مارست التدريس لمادة اللغة الإنكليزية والتاريخ في ثانويات حلب، وتولت إدارة بعضها .
- أول امرأة دخلت المجلس الوطني للثورة (مجلس الشعب السوري حالياً) 1965- 1966م.
- كما كانت العضو النسائي الأول في مجلس إدارة جمعية العاديات في حلب، ومجلس إدارة جمعية النور الخيرية في حلب لعدة دورات، كما هي عضو في كثير من الجمعيات الخيرية في حلب، كما أسهمت في تأسيس (دار الرحمة للمسنين والمسنات) في حلب، وكانت عضواً في مجلس إدارتها .
- أول عضو نسائي في مجلس إدارة (المركز الإسلامي) في مونتريال كندا 1964- 1965م.
- أسهمت كعضو نسائي وحيد مع بعض أفراد الجالية العربية في تأسيس أول مركز عربي في مونتريال كندا عام : 1964- 1965 ، وأصبحت عضو في رابطة الصداقة العربية الكندية عام: 1965 م.
- نالت ثناء وزارة التربية السورية عام: 1969م.
- كما نالت شهادة التقدير من نقابة المعلمين في حلب عام 1981م.
- قدَّمت لها جمعية العاديات درع تكريم وتقدير عام: 1999م.
- شاركت في عدد من المؤتمرات الأدبية والعلمية على المستوى الدولي منها :

1. مؤتمر الدراسات الاجتماعية في دمشق عام: 1958م.
2. مؤتمر الطب العربي في دمشق عام: 1959م.
3. مؤتمر الحقوقيين العرب في بلغراد عام: 1971م.
4. مؤتمر للمهندسين العرب في بيروت عام: 1971م.
5. مؤتمر تاريخ العلوم عند العرب في حلب عام: 1977م.
6. الندوة العالمية لحماية حلب القديمة في حلب عام: 1983م.

## مؤلفاتها
1. الحركة الفكرية في حلب في النصف الثاني من القرن التاسع عشر ومطلع القرن العشرين . دار الفكر، بيروت: 1972م.
2. ملحمة الإيمان وقصائد الوجدان (ديوان شعر) ، دار فصلت حلب :1999م.
3. الموجود في رحلة الوجود .
4. وأعشبَ القلم، (شعر- قصة – نصوص مترجمة بالفرنسية)، دار فصلت حلب :1999م.
5. دراسات بالإنكليزية حول التصوف والتاريخ الإسلامي مع دراسة لحياة بعض الصوفيين .